# Gamer Network
Gamer Network Limited (ehemals Eurogamer Network Limited) ist ein britisches Massenmedienunternehmen mit Sitz in Brighton. Das 1999 von Rupert und Nick Loman unter dem Namen Eurogamer Network gegründete Unternehmen besitzt hauptsächlich Rechte an redaktionelle Websites die meist im Zusammenhang mit Videospieljournalismus stehen oder anderen Videospielunternehmen. Seine Flaggschiff-Website, Eurogamer, wurde zusammen mit dem Unternehmen gestartet. 2008 brachte das Unternehmen die Videospielmesse EGX ins Dasein. Am 1. März 2013 gab Eurogamer Network im Zuge der internationalen Expansion bekannt, dass es seinen Namen in Gamer Network geändert hat. Im Jahr 2018 wurde es von ReedPop, einem Geschäftsbereich von RELX, übernommen. ReedPop führte im September 2020 eine Reihe von Entlassungen auf vielen Gamer-Network-Websites durch. Im November 2020 berichtete das verbleibende USgamer-Personal, dass das Personal von 9 auf 4 reduziert wurde, bevor dies im selben Jahr eingestellt wurde.
Im Mai 2024 wurde das Unternehmen von IGN übernommen.

## Eigene Marken

### Redaktionelle Websites
- Cosplay Central – Eine im Jahr 2020 gegründete Website, die sich hauptsächlich auf Cosplay konzentriert.[9]
- Dicebreaker – Eine Website mit Neuigkeiten und Rezensionen zu Brettspielen und Pen-&-Paper-Rollenspiel sowie ein YouTube-Kanal, der im August 2019 von Gamer Network gestartet wurde.[10]
- Eurogamer – Die Flaggschiff-Website von Gamer Network für Neuigkeiten zu Videospielen wurde 1999 zusammen mit dem Unternehmen gegründet.[1] Die Marke Eurogamer ist an 6 regionale Sub-Outlets lizenziert, die in den Sprachen ihrer Region berichten.[11]
- GamesIndustry.biz – Eine Website, die sich auf die geschäftlichen Aspekte der Videospielbranche konzentriert. Sie wurde 2002 im Rahmen des Eurogamer Network gestartet.[12]
- Outside Xbox – Ein YouTube-Kanal, der sich auf Neuigkeiten zu Xbox-Spielen konzentriert.[13]
- Outside Xtra – Ein YouTube-Kanal, der sich auf plattformübergreifende Nachrichten (außer Xbox) konzentriert.[14]
- Popverse – Eine 2022 gegründete Nachrichtenseite mit Schwerpunkt auf Comic, Anime, Fernsehsendung und Filmen sowie Popkultur-Events wie Star Wars Celebration und New York Comic Con.[15]
- Rock Paper Shotgun – Eine Website mit Schwerpunkt auf Neuigkeiten zu PC-Spielen, die 2017 von Gamer Network übernommen wurde.[16]
- VG247 – Eine Videospiel-Nachrichtenseite, die 2008 in Zusammenarbeit zwischen Eurogamer Network und Patrick Garratt gegründet wurde.[17]

### Andere
- Jelly Deals – Eine Website die 2016 startete und den Verkauf von Videospielen im Vordergrund hat.[18]
- The Haul – Ein im Jahr 2021 eingeführter E-Commerce-Shop mit Schwerpunkt auf Souvenir und Merchandising aus der Popkultur.[19]

### Ehemalig
- Gamer Creative – Die hauseigene Werbeagentur.[20]
- Gamer’s Edition – Ein Projekt, das Merchandise-Artikel und Sondereditionen für Videospiele produzierte; Die ersten Projekte, die 2013 auf den Markt kamen, waren Sonderausgaben für Papers, Please und eine Zusammenstellung von Hotline Miami und Hotline Miami 2: Wrong Number.[21][22]
- Metabomb – Eine 2013 gestartete Videospiel-News-Website mit Schwerpunkt auf E-Sport.[23]
- USgamer (USG) – Eine 2013 gestartete und 2020 eingestellte Schwesterseite zu Eurogamer, die von amerikanischen Mitarbeitern geleitet wurde. Nach der Schließung wurde der Inhalt der Website auf VG247 migriert.[24][7]